# 文普爾 (紐約州)
文普爾（英語：Wemple）是位於美國紐約州奧爾巴尼縣的非建制地區。

## 歷史
文普爾的郵局於1891年設立，其後於1903年停運。

## 地理
文普爾所處的海拔為高於海平面28米（即92英呎），而該地所採用的時區為UTC-5，即北美东部时区（EST）。同時該地設有夏令時間，為UTC-5調快一小時，即UTC-4（EDT）。